# Erik Josefsson
Erik Josefsson es un destacado activista, que en los años 2000 y 2002 luchó contra las patentes de software en Europa, consiguiendo que se rechazaran por 648 votos contra 14. Años después, en 2009, consiguió otra victoria en el Parlamento Europeo con la enmienda 166 al paquete Telecom (si bien la enmienda fue presentada en 2008), haciendo ilegal que los gobiernos desconecten de Internet a usuarios basándose en sospechas de violaciones de copyright hasta que sean condenados por un juez.
Fue candidato a europarlamentario por el Partido Verde Europeo en las elecciones de 2009 y en la actualidad es asesor en políticas de Internet.
Desde 2007 es el responsable de la sede europea de la Electronic Frontier Foundation, en Bruselas. En ese mismo año, fundó la FFII sueca y fue su presidente hasta que en 2008 le sucedió Jonas Bosson.
Como presidente de la FFII, recibió junto a Florian Müller el premio de CNET "Networks UK Technology Award" en la categoría "contribución destacada en desarrollo de software".
Su trabajo está respaldado por la Fundación Shuttleworth (conocida por proyectos como Ubuntu o la empresa Thawte). Es miembro del grupo de usuarios de Linux escandinavo SSLUG. En 2004 y 2005, fue nominado por la revista sueca de tecnología "NyTeknik" como una de las 50 personas más influyentes en Suecia en el mundo de las tecnologías. Ha sido un conferenciante en numerosos eventos como GUADEC o Holland Open Software Conference.
Sobre su vida privada no se sabe demasiado además de su afición por la "música política" y que toca el contrabajo y el violín. Entre 1989 y 1996, fue el contrabajista del grupo Trio Lligo.